# Sjaorireservoaren
Sjaorireservoaren (georgiska: შაორის წყალსაცავი, Sjaoris tsqalsatsavi), eller Sjaorisjön (შაორის ტბა,Sjaoris tba), är en reservoar i floden Sjaori i Georgien. Den ligger i den centrala delen av landet, 170 km nordväst om huvudstaden Tbilisi. Sjaorireservoaren ligger 1 131 meter över havet. Arean är 11,1 kvadratkilometer. Den sträcker sig 5,4 kilometer i nord-sydlig riktning, och 7,0 kilometer i öst-västlig riktning. I omgivningarna runt Sjaorireservoaren växer i huvudsak blandskog.